# Antoon Brys
Antoon Brys (Harelbeke, 21 november 1891 – aldaar, 12 september 1962) was een Belgisch rooms-katholiek priester en algemeen proost van de Belgische christelijke sociale werken.

## Levensloop
Brys was een zoon van hoofdonderwijzer Carolus Brys en van Leonie Vanderougstraete. Na de Latijns-Griekse humaniora (1904-1910) aan het Sint-Jozefscollege in Tielt, trad hij in het Brugs seminarie in en volgde de studies wijsbegeerte en theologie. Tijdens de Eerste Wereldoorlog was hij seminarist-brancardier aan het IJzerfront. Na de oorlog verkreeg hij, na studies aan de Katholieke Universiteit Leuven, de graad van baccalaureus in de godgeleerdheid (1920). In 1919 werd hij tot priester gewijd.
Hij was achtereenvolgens:
- leraar aan het Sint-Lodewijkscollege (1920-1922),
- prefect van de hogere afdeling in de normaalschool van Torhout (1922-1926),
- principaal van het Sint-Amandscollege in Kortrijk (1922-1936).

In 1936 volgde hij kanunnik Louis Colens op als algemeen proost van het Algemeen Christelijk Werkersverbond (ACW-MOC) in België. Hij werd tevens docent aan de Sociale School in Heverlee.
Vanaf 1953 was hij ook algemeen proost van de Internationale Federatie van Katholieke Arbeiders Bewegingen (IFKAB).

## Publicaties
- De hernieuwing in Christus van het gezinsleven, 1936.
- De hernieuwing in Christus van het staatsleven, 1938.
- Het sociaal-economisch vraagstuk, 1948.
- Het Belgisch socialisme en de godsdienst, 1956.
- Het arbeidersvraagstuk nu, 1962.

## Eerbetoon
- Brys was erkend oud-strijder 1914-1918 en weerstander 1940-1945.
- In 1936 werd hij kanunnik van het Sint-Salvatorskapittel.
- In 1951 werd hij geheim kamerheer van de paus.
- In 1959 werd hij huisprelaat van de paus.